# بن لاسین کونه
بن لاسین کونه (انگلیسی: Ben Lhassine Kone؛ زادهٔ ۱۴ مارس ۲۰۰۰) بازیکن فوتبال اهل ساحل عاج است.
از باشگاه‌هایی که در آن بازی کرده است می‌توان به باشگاه فوتبال کوزنتسا کالچو اشاره کرد.